# Raining Stones
Raining Stones ist eine britische Tragikomödie von Ken Loach aus dem Jahr 1993. Der Titel rührt von der Wendung it's raining stones (etwa: „es kommt Schlag auf Schlag“) her.

## Handlung
Bob lebt mit seiner Frau Anne und der gemeinsamen Tochter Coleen in einer kleinen Industriestadt im Norden Englands. Bob ist seit längerer Zeit arbeitslos und hält sich mit Gelegenheitsjobs über Wasser. Mit seinem Freund Tommy vertreibt er sich die Zeit sonst mit kleinkriminellen Tricks, Pferdewetten und Pub-Besuchen. Häufig gehen Dinge schief, so stehlen beide von einer Weide einen Schafbock, um das Tier zu schlachten und das Fleisch an einen Fleischer zu verkaufen, doch ist der nur an Lammfleisch interessiert. Beim Versuch, das Hammelfleisch in einem Pub zu verkaufen, sind beide Männer kaum erfolgreich. Da Tommy wiederum den Schlüssel im Lieferwagen stecken lässt, ist nach ihrer Pub-Verkaufstour der Wagen verschwunden. Er findet sich nicht wieder an und Bobs Chancen, endlich wieder eine feste Arbeitsstelle zu finden, sind ohne Wagen aussichtslos. Das Geld wiederum hätte er dringend gebraucht: Seine siebenjährige Tochter soll in wenigen Wochen bei ihrer Kommunion ein neues Kommunionskleid tragen, das rund 70 Pfund kosten wird – Geld, das Bob nicht hat. Aus Stolz weigert er sich, das Angebot von Pater Barry anzunehmen und Coleen in einem Kleid aus zweiter Hand zur Kommunion zu bringen.
Trotzig begibt sich Bob eines Tages mit Frau und Tochter in einen Laden für Kommunionskleider und kauft dort neben einem Kleid auch weitere Ausstattungsstücke, für die er am Ende 105 Pfund zahlen muss. Anne ist entgeistert, doch behauptet Bob, er habe das Geld bei Pferdewetten gewonnen. In der Folgezeit hält er sich mit kleineren Arbeiten über Wasser, so hilft er beim illegalen Rasenausstechen und versucht sich als Rausschmeißer in einer Disko. Nach wenigen Stunden wird er entlassen, entdeckt er doch, dass die Tochter seines Freundes Tommy im Club mit Drogen dealt, diese stellt er zur Rede und liefert sich mit dem vermeintlichen Dealer eine Prügelei. 
Weil er ohne Wagen keine Arbeit erhalten würde, kauft er auf Raten einen neuen Lieferwagen. Bob glaubt, dass es nun aufwärts gehen wird.
Als er für die Kommunion einkaufen geht, erscheint der Kredithai Tansey in seiner Wohnung und bedroht Anne und Coleen. Bob habe 150 Pfund Schulden gemacht und er, Tansey, habe diese Schulden gekauft, sodass Bob nun ihm Geld schulde. Mit Zinsen belaufe sich der Betrag auf über 200 Pfund, die er nun eintreiben wolle. Tansey bedroht Anne, nimmt ihr ihren Ehering ab und kündigt an, wiederzukommen. Bob findet seine Familie in Panik vor. Er ist entsetzt, als er von Tanseys Auftritt hört, und will sich nun selbst um die Angelegenheit kümmern. Mit einem schweren Schraubenschlüssel bewaffnet, begibt er sich aus dem Haus. Den Nachmittag über trinkt er sich Mut an und stellt Tansey, als der am Abend allein aus einer Bar kommt und in einer Tiefgarage sein Auto sucht. Es kommt zum Zweikampf, an dessen Ende Bob geschlagen am Boden liegt. Als Tansey mit dem Auto davonfahren will, zerschlägt Bob mit dem Schraubenschlüssel die Frontscheibe. Tansey verliert die Kontrolle über den Wagen und prallt in voller Fahrt an einen Betonpfeiler. Er ist sofort tot. Bob nimmt das Schuldenheft, in dem sein Name steht, an sich und flieht. Er begibt sich zu Pater Barry, der ihm rät, niemandem etwas von dem Vorfall zu erzählen, erleichtere der Tod Tanseys doch unzählige Menschen. Er nimmt ihm die Beichte ab und verbrennt die Schuldhefte. Einige Tage später findet Coleens Kommunion statt, bei der das Mädchen wunderschön aussieht. Bob reagiert nervös auf einen Polizeiwagen, der in der Gegend auftaucht. Er weiß noch nicht, dass die Polizisten tatsächlich an seiner Tür klingeln – um ihm mitzuteilen, dass sein gestohlener Wagen gefunden wurde und er ihn auf dem Revier abholen könne.

## Produktion
Raining Stones wurde unter anderem in Langley, Middleton (Greater Manchester), gedreht. Er lief im Mai 1993 im Wettbewerb der 46. Internationalen Filmfestspiele von Cannes und kam am 8. Oktober 1993 in die britischen Kinos. In Deutschland war er ab 16. März 1994 in den Kinos zu sehen und lief am 1. November 1995 erstmals auf ARD im deutschen Fernsehen. Im Jahr 2010 wurde der Film von Arthouse auf DVD veröffentlicht.

## Kritik
Der film-dienst nannte Raining Stones einen „mit stillem Humor und anrührender Menschlichkeit entwickelte[n] Film, der voller Zuneigung und Verständnis vom täglichen Überlebenskampf in einem wirtschaftlich heruntergekommenen Land, vom drohenden Verlust menschlicher Würde und von der Hoffnung auf eine höhere Gerechtigkeit erzählt.“ Der Spiegel lobte den Film für seinen „rüden Charme und [seine] freche Lebendigkeit“ und nannte ihn „eine einfach gelungene Sache“.

## Auszeichnungen
Auf den Internationalen Filmfestspielen von Cannes 1993 gewann der Film den Preis der Jury und lief im Wettbewerb um die Goldene Palme.
Bei der BAFTA-Verleihung 1994 wurden Sally Hibbin und Ken Loach für Raining Stones für den Alexander Korda Award for Best British Film nominiert. Der Film gewann 1994 den Preis des spanischen Círculo de Escritores Cinematográficos als Bester ausländischer Film und war im selben Jahr für einen César in der gleichen Kategorie nominiert. Raining Stones erhielt 1994 bei den Evening Standard British Film Awards die Auszeichnungen für den Besten Film und das Beste Drehbuch. Der Film gewann 1994 den Preis für den besten ausländischen Film des Syndicat Français de la Critique de Cinéma, den ALFS Award der London Critics Circle Film Awards sowie einen Nastro d’Argento des Sindacato Nazionale Giornalisti Cinematografici Italiani als Bester europäischer Film.
Im Jahr 1995 wurde Raining Stones für einen Goya als Bester europäischer Film (Mejor Película Europea) nominiert.